# Джунусов, Ниеткали
Ниеткали́ Джуну́сов (каз. Ниетқали Жүнісов; 1904 год, Астраханская губерния — 1965 год) — старший табунщик колхоза имени Куйбышева Урдинского района Западно-Казахстанской области, Казахская ССР. Герой Социалистического Труда (1949).

## Биография
Родился в 1904 году в крестьянской семье в Астраханской губернии (на территории современного Бокейординского района Западно-Казахстанской области). С 1931 года работал табунщиком в колхозе имени Куйбышева Урдинского района. С 1942 года участвовал в Великой Отечественной войне. После демобилизации возвратился на родину и продолжил трудиться табунщиком в том же колхозе. Позднее возглавлял бригаду табунщиков.
В 1948 году бригада Ниеткали Джунусова вырастила 57 жеребят от 57 кобыл. Указом Президиума Верховного Совета СССР от 22 октября 1949 года за получение высокой продуктивности животноводства в 1948 году удостоен звания Героя Социалистического Труда с вручением ордена Ленина и золотой медали «Серп и Молот».
С 1958 года — заведующий конетоварной фермой в колхозе имени Куйбышева Урдинского района.
В 1963 году вышел на пенсию. Скончался в 1965 году.